# Phuwiangosaurus sirindhornae
Phuwiangosaurus sirindhornae es la única especie conocida del género extinto Phuwiangosaurus ("lagarto de Phu Wiang") de dinosaurio sauropodomórfo saurópodo, que vivió a principios del período Cretácico, hace aproximadametne 140 millones de años, en el Berriasiense, en lo que hoy es Asia. Se ha hallado varios restos de este dinosaurio, que incluyen 3 vértebras cervicales articuladas, 4 vértebras dorsales, varias costillas, la escápula izquierda y la parte distal de la derecha, el húmero izquierdo, parte de la ulna del mismo lado, ambas pelvis y fémur y fíbula izquierdas todos provienen de Tailandia, en la Formación Sao Kua. La especie tipo, P. sirindhornae, fue descrita por Martin, Buffetaut y Suteethorn en un comunicado de prensa de 1993 y fue nombrada formalmente en 1994.
En 2010 Paul dio una longitud de 19 metros y un peso de 17 toneladas. En 2012 Holtz dio una estimación más alta de 25 metros. De él se han encontrado muchos restos de animales jóvenes, siendo una gran fuente de información sobre los estadios juveniles de los saurópodos. Con estos restos se lo puede diferenciar claramente de los saurópodos de finales del Jurásico en el sur de China, que pertenecían a la Familia Euhelopodidae y considerarlo un ejemplar temprano de los Nemegtosauridae. Su nombre específico fue puesto en honor a la  Princesa Maha Chakri Sirindhorn de Tailandia por su interés en la geología y palaeontología de su país.
Phuwiangosaurus fue asignado originalmente a Titanosauria, pero estudios más recientes lo han colocado en una posición más basal dentro de los Titanosauriformes. Los análisis filogenéticos presentados por D'Emic de 2012, Mannion et al. de 2013 y Mocho et al. de 2014 resuelven Phuwiangosaurus dentro de Euhelopodidae, junto con géneros como Euhelopus y Tangvayosaurus. Otros análisis no han logrado encontrar apoyo para tal agrupación, incluso algunos encuentran que es parafilético en la base de Somphospondyli.
Cladograma según José L. Carballido, Oliver W. M. Rauhut, Diego Pol y Leonardo Salgado de 2011.
|  | Brachiosauridae                                                  |
|  |                                                                  |
|  | \| \| Phuwiangosaurus \| \| \| \| \| \| Titanosauria \| \| \| \| |
|  |                                                                  |
|  | Phuwiangosaurus                                                  |
|  |                                                                  |
|  | Titanosauria                                                     |
|  |                                                                  |

|  | Phuwiangosaurus |
|  |                 |
|  | Titanosauria    |
|  |                 |